# SV Straelen
Der SV 19 Straelen ist ein deutscher Sportverein aus Straelen im Kreis Kleve nahe der niederländischen Grenze bei Venlo. Der Verein wurde im Jahre 1919 gegründet und hat (Stand: 2019) über 2.100 Mitglieder in den Abteilungen Leichtathletik, Badminton, Handball, Karate, Schwimmen, Turnen, Bogenschießen, Mountainbike, Ju-Jutsu und Volleyball.

## Fußball

### Geschichte
Die erfolgreichste Abteilung des Vereins sind die Fußballer. Nachdem die Mannschaft jahrzehntelang lediglich auf Kreisebene gespielt hatte, stieg der Bauunternehmer Hermann Tecklenburg 1978 als Präsident und Sponsor ein. Tecklenburg sah ein Pokalspiel des damals in der Bezirksklasse spielenden Teams gegen einen Gegner aus der Oberliga Nordrhein, das Straelen mit 1:12 verlor. Er wollte sich dafür einsetzen, dass sich solch eine Niederlage nicht wiederholt, und wollte die Straelener selbst in die Oberliga führen. 1994 stieg die Mannschaft um den späteren Bundesligatrainer Jos Luhukay in die Verbandsliga Niederrhein auf und zwei Jahre später in die Oberliga Nordrhein.
Nach einem sechsten Platz in der Saison 1996/97 waren die Straelener ein Jahr später als Drittletzter sportlich abgestiegen. Für den Klassenerhalt sorgte der KFC Uerdingen, der seine Amateurmannschaft aus der Oberliga zurückzog. Pikant war dabei, dass Hermann Tecklenburg zu dieser Zeit Leiter der Lizenzspielerabteilung der Uerdinger war. Ebenfalls 1998 erreichte der SV Straelen das Finale des Niederrheinpokals, das gegen Rot-Weiß Oberhausen mit 0:2 nach Verlängerung verloren wurde. Trotz der Niederlage qualifizierten sich die Straelener für den DFB-Pokal 1998/99. Dort traf das Team in der ersten Runde auf Fortuna Düsseldorf und verlor mit 4:7.
Als Vorletzter der Saison 2000/01 musste der SV Straelen wieder in die Verbandsliga absteigen. Im Jahr darauf erreichte die Mannschaft erneut das Endspiel um den Niederrheinpokal, das sie gegen Rot-Weiss Essen mit 2:4 verlor. Der direkte Wiederaufstieg wurde als Vizemeister mit einem Punkt Rückstand auf den 1. FC Union Solingen verpasst. Erst 2006 gelang der Wiederaufstieg in die Oberliga Nordrhein. Dieses Mal hielt sich die Mannschaft zwei Jahre in der Liga, bevor 2008 der erneute Abstieg folgte. Vier Jahre später ging es gar in die Landesliga hinunter, wo die Straelener erst in der Abstiegsrunde der Viertletzten den Klassenerhalt schafften. Die Mannschaft stabilisierte sich und schaffte 2017 den Aufstieg in die Oberliga Niederrhein. Ein Jahr später gelang der Durchmarsch in die Regionalliga West. 
Am 31. März 2019 verpflichtete der Verein mit Inka Grings die erste Frau in der männlichen Regionalliga als Trainerin. Aber auch Grings konnte den direkten Wiederabstieg nicht verhindern. Am letzten Spieltag verloren die Straelener mit 0:3 beim direkten Konkurrenten SG Wattenscheid 09. Auch wenn die Mannschaft überlegen den direkten Wiederaufstieg schaffte, trat Trainerin Inka Grings überraschend zurück. Benedict Weeks wurde ihr Nachfolger. 
Zwei Tage vor Beginn der Regionalliga-Saison 2020/21 geriet der Verein ins Visier von Staatsanwaltschaft und Hauptzollamt. Es kam zu Durchsuchungen in der Firma des Präsidenten Hermann Tecklenburg, auf dem Vereinsgelände sowie in Privatwohnungen einiger Straelener Spieler. Nachdem man bereits 2021 das Finale des Niederrheinpokals erreichte, dem Wuppertaler SV jedoch 1:2 unterlag, erreichte man im Jahre 2022 abermals das Finale gegen den Wuppertaler SV, das Straelen diesmal mit 1:0 für sich entscheiden konnte, wodurch sich der Verein für die erste Runde des DFB-Pokals qualifizieren konnte. Im Januar 2024 stellte Hermann Tecklenburg Insolvenzantrag für seine Firma, die Hauptsponsor des Vereins war, und trat vom Amt des Vereinspräsidenten zurück. Die Fußballmannschaft stellte ihren Spielbetrieb in der Oberliga Niederrhein ein. Die Staatsanwaltschaft Kleve erhob im Oktober 2023 Anklage gegen Hermann Tecklenburg und andere Personen des Vereins, weil sie über mehrere Jahre Beiträge an die Sozialversicherung und die Berufsgenossenschaft nicht abgeführt haben sollen. Ende Februar 2024 meldete der Verein Insolvenz an. Der SV Straelen trat in der nächsten Saison 2024/25 in der Kreisliga A an und wurde dort in die Kreisliga B durchgereicht.

### Erfolge
- Gewinn des Niederrheinpokals: 2022
- Teilnahme am DFB-Pokals: 1998/99, 2022/23
- Meister der Oberliga Niederrhein und Aufstieg in die Regionalliga West: 2017/18, 2019/20
- Meister der Verbandsliga Niederrhein und Aufstieg in die Oberliga Nordrhein: 1995/96, 2005/06
- Meister der Landesliga Niederrhein und Aufstieg in die Oberliga Niederrhein: 2016/17

### Platzierungen
| Saison  | Liga                     | Platz |
| ------- | ------------------------ | ----- |
| 1990/91 | Landesliga Niederrhein 2 | 07.   |
| 1991/92 | Landesliga Niederrhein 2 | 07.   |
| 1992/93 | Landesliga Niederrhein 2 | 13.   |
| 1993/94 | Landesliga Niederrhein 2 | 01.   |
| 1994/95 | Verbandsliga Niederrhein | 04.   |
| 1995/96 | Verbandsliga Niederrhein | 01.   |
| 1996/97 | Oberliga Nordrhein       | 06.   |
| 1997/98 | Oberliga Nordrhein       | 14.   |
| 1998/99 | Oberliga Nordrhein       | 06.   |
| 1999/00 | Oberliga Nordrhein       | 06.   |
| 2000/01 | Oberliga Nordrhein       | 17.   |
| 2001/02 | Verbandsliga Niederrhein | 02.   |

| Saison  | Liga                     | Platz |
| ------- | ------------------------ | ----- |
| 2002/03 | Verbandsliga Niederrhein | 03.   |
| 2003/04 | Verbandsliga Niederrhein | 05.   |
| 2004/05 | Verbandsliga Niederrhein | 04.   |
| 2005/06 | Verbandsliga Niederrhein | 01.   |
| 2006/07 | Oberliga Nordrhein       | 14.   |
| 2007/08 | Oberliga Nordrhein       | 18.   |
| 2008/09 | Niederrheinliga          | 05.   |
| 2009/10 | Niederrheinliga          | 12.   |
| 2010/11 | Niederrheinliga          | 07.   |
| 2011/12 | Niederrheinliga          | 18.   |
| 2012/13 | Landesliga Niederrhein 3 | 13.   |
| 2013/14 | Landesliga Niederrhein 2 | 06.   |

| Saison  | Liga                     | Platz |
| ------- | ------------------------ | ----- |
| 2014/15 | Landesliga Niederrhein 2 | 08.   |
| 2015/16 | Landesliga Niederrhein 2 | 08.   |
| 2016/17 | Landesliga Niederrhein 2 | 01.   |
| 2017/18 | Oberliga Niederrhein     | 01.   |
| 2018/19 | Regionalliga West        | 15.   |
| 2019/20 | Oberliga Niederrhein     | 01.   |
| 2020/21 | Regionalliga West        | 13.   |
| 2021/22 | Regionalliga West        | 15.   |
| 2022/23 | Regionalliga West        | 18.   |
| 2023/24 | Oberliga Niederrhein     | 18.   |

Grün unterlegte Platzierungen kennzeichnen einen Aufstieg, rot unterlegte einen Abstieg. In der Saison 2008/09 war der Verein mit zwei Mannschaften in der Niederrheinliga vertreten. Während das erste Team den fünften Platz belegte, musste die zweite Mannschaft als Tabellenletzter in die Landesliga absteigen.

### Sportliche Leiter
- Ilja Ludenberg, August 2015 bis August 2016
- Kato Sürün, August 2016 bis August 2018
- Stephan Houben, ab August 2018

### Persönlichkeiten
- Holger Aden
- Thorsten Albustin
- Ercan Aydoğmuş
- Olaf Becker
- Robert Böhm
- Yassine Bouchama
- David Buchholz
- Babacar M’Bengue
- Ronny Ernst
- Thomas Geist  T
- Thomas Gerstner  T
- René Gottwald
- Inka Grings  T
- Achim Hollerieth
- Bekim Kastrati  T
- Wolfram Klein
- Wolfgang Kleff
- Björn Kluft
- Michél Kniat
- Peter Közle
- Maurice Koenen
- Sinan Kurt
- Adli Lachheb
- Skito Litimba
- John van Loenhout
- Jos Luhukay  T
- Stefan Majek
- Robert Niestroj
- Sunday Oliseh  T
- Dietmar Schacht
- Kai Schwertfeger
- Rocky Siberie
- Jannik Stevens
- Slawomir Szymaszek
- Martina Voss-Tecklenburg  T/M
- Torsten Wohlert
- Kevin Wolze

### Fans

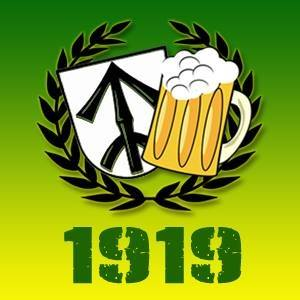
Fanclub SV Straelen

2018 fand die Gründung des ersten Fanclubs Sektion Promillehügel statt. Zudem gründeten Fans in der Hinrunde noch die Fanclubs Freundeskreis SV Straelen & GSV Geldern und Hardcore-Bauern und zur Saison 2019/20 die Gruppierung Platoon19.

### Rivalitäten
Rivalitäten bestehen zu anderen regionalen Vereinen wie etwa dem 1. FC Kleve, 1. FC Bocholt oder auch besonders im Jugendbereich gegen den SV Vernum, SV Walbeck oder dem SV Veert aus dem benachbarten Geldern. In der Vergangenheit konnte der SV Straelen größere und gestandene Vereine wie dem MSV Duisburg, Rot-Weiss Essen oder dem Wuppertaler SV in der Liga oder im Niederrheinpokal als ernsthafte Konkurrenz dienen.

### Sponsoring
Der Hauptsponsor des SV Straelen war bis Januar 2024 die Tecklenburg GmbH. Der Premiumsponsor und gleichzeitiger Ausrüster ist Capelli Sport, die unter anderem auch den MSV Duisburg ausrüsten. Darüber hinaus sind noch knapp 70 regionale und lokale Sponsoren mit dem Verein verbunden.

## Stadion und Trainingsgelände
Seine Heimspiele trägt der SV Straelen im Stadion an der Römerstraße aus. Das Gelände verfügt über drei Rasenspielfelder, eines davon mit Sitz- und Stehplatztribüne. Die Stadionkapazität liegt bei 3500 Zuschauern. Im Jahre 2018 wurde das Stadion um einen Gästeblock mit einer Kapazität von 1200 Zuschauern erweitert. Durch den Regionalligaaufstieg wurden diverse Änderungen vorgenommen, um die Lizenz für die vierte Liga zu erhalten. Das Stadion an der Römerstraße verfügt seit der Saison 2020/21 über eine Flutlichtanlage. Neben dem Stadion gibt es einen Anfang 2020 eingeweihten Kunstrasenplatz. Im Zuge der Neugestaltung des angrenzenden Ascheplatzes zu einem Kunstrasenplatz mit Leichtathletikzentrum wurden auch die Stehränge angrenzend an die Tribüne erneuert.
Außerdem verfügt das insgesamt circa 70.000 m² große Areal über zwei weitere Rasenplätze, wie obig bereits erwähnt einen im Juli 2020 eröffneten Kunstrasenplatz sowie weitere Trainingsrasenflächen für den Winter. Zudem befinden sich um den Kunstrasenplatz ein Bereich für leichtathletische Zwecke.
Das Stadion befindet sich an der Römerstraße 49 in Straelen, welche auch der Namensgeber der Sportanlage ist. Während den Heimfans 50 Parkplätze zur Verfügung stehen, haben die Gäste ein Parkplatzkontingent von 100 Plätzen. Über die Venloer Straße erreichen auch die Gästefans die Sportanlage an der Römerstraße. Darüber hinaus stehen den Fans auch 50 Fahrradplätze zur Verfügung.

## Weitere Abteilungen

### Handball
Mit über 500 aktiven Mitgliedern ist die Handballabteilung die größte des SV Straelen. Der Verein stellt sechs Senioren- und über 20 Jugendmannschaften. Sportliches Aushängeschild der Abteilung ist die erste Frauenmannschaft, die von 1997 bis 1999 in der seinerzeit drittklassigen Regionalliga West spielte. In der Saison 2018/19 tritt die erste Frauenmannschaft in der viertklassigen Regionalliga Nordrhein und die erste Männermannschaft in der fünftklassigen Verbandsliga Niederrhein an.

### Leichtathletik
Nina Janssen belegte bei den deutschen Leichtathletik-Meisterschaften 2011 den achten Platz im Siebenkampf.

### Basketball
Zwischen 1997 und 2005 wurde in Straelen auch Basketball angeboten. 2000 gab es den größten Erfolg: Aufstieg der Herrenmannschaft in die 1. Kreisliga. Allerdings wurde der Platz in der folgenden Saison nicht wahrgenommen. Häufige Wechsel in der Abteilungsleitung führten dazu, dass die Abteilung sich nicht entwickeln konnte, was dann zur Auflösung und Abmeldung führte.

### Bogenschießen
Seit 2017 wird auch Bogenschießen angeboten.

### Andere Abteilungen
Neben den obig genannten Abteilungen wird vom SV Straelen noch Badminton, Schwimmen, Judo, Nordic Walking, Turnen und Volleyball angeboten.